# Cherves-Châtelars
Cherves-Châtelars é uma comuna francesa na região administrativa da Nova Aquitânia, no departamento de Charente. Estende-se por uma área de 30,68 km². Em 2010 a comuna tinha 419 habitantes (densidade: 13,7 hab./km²).